# Кейтонсвілл (Меріленд)
Кейтонсвілл (англ. Catonsville) — переписна місцевість (CDP) в США, в окрузі Балтимор штату Меріленд. Населення — 44 701 особа (2020).

## Географія
Кейтонсвілл розташований за координатами 39°15′52″ пн. ш. 76°44′30″ зх. д. / 39.26444° пн. ш. 76.74167° зх. д. (39.264456, -76.741694).  За даними Бюро перепису населення США в 2010 році переписна місцевість мала площу 36,37 км², з яких 36,16 км² — суходіл та 0,21 км² — водойми.

## Демографія
Згідно з переписом 2010 року, у переписній місцевості мешкало 41 567 осіб у 15 698 домогосподарствах у складі 9331 родини. Густота населення становила 1143 особи/км².  Було 16464 помешкання (453/км²).
Расовий склад населення:
| - 75,2 % — білих - 14,5 % — чорних або афроамериканців - 6,3 % — азіатів - 0,3 % — корінних американців - 0,1 % — вихідців з тихоокеанських островів - 1,1 % — осіб інших рас |

До двох чи більше рас належало 2,4 %. Частка іспаномовних становила 3,4 % від усіх жителів.
За віковим діапазоном населення розподілялося таким чином: 18,8 % — особи молодші 18 років, 64,0 % — особи у віці 18—64 років, 17,2 % — особи у віці 65 років та старші. Медіана віку мешканця становила 39,6 року. На 100 осіб жіночої статі у переписній місцевості припадало 91,6 чоловіків;  на 100 жінок у віці від 18 років та старших — 88,9 чоловіків також старших 18 років.
Середній дохід на одне домашнє господарство  становив 98 644 долари США (медіана — 76 959), а середній дохід на одну сім'ю — 118 983 долари (медіана — 100 857). Медіана доходів становила 64 633 долари для чоловіків та 51 994 долари для жінок. За межею бідності перебувало 5,8 % осіб, у тому числі 6,5 % дітей у віці до 18 років та 6,7 % осіб у віці 65 років та старших.
Цивільне працевлаштоване населення становило 20 146 осіб. Основні галузі зайнятості: освіта, охорона здоров'я та соціальна допомога — 29,3 %, науковці, спеціалісти, менеджери — 13,9 %, роздрібна торгівля — 9,2 %, публічна адміністрація — 9,2 %.